# Hylopanchax
 Hylopanchax és un gènere de peixos de la família dels pecílids i de l'ordre dels ciprinodontiformes.

## Taxonomia
- Hylopanchax silvestris (Poll & Lambert, 1958)
- Hylopanchax stictopleuron (Fowler, 1949)[1][2][3]